# Fuoco alla paglia
Fuoco alla paglia è una novella di Luigi Pirandello che fa parte della raccolta La vita nuda. Fu pubblicata per la prima volta il 15 gennaio 1905 sulla rivista Il Marzocco col titolo Fuoco alla paglia!.

## Trama
Il protagonista della novella è Simone Lampo,  un uomo caduto in rovina economica causata dall'attività estrattiva dello zolfo. Lampo non appartiene né ad una classe sociale alta né ad una bassa, poiché non è più ricco, ma nemmeno i poveri lo vogliono riconoscere come uno di loro poiché possiede ancora una casa e un poderetto, anche se questo gli frutta solo tasse. Per avere qualche soldo, ha solo un po' di grano che gli permette di pagare il censo alla mensa vescovile. È ritenuto pazzo da tutto il paese poiché ha trasformato la sua casa in una "trappola" per uccelli, che cattura con un sistema di reti e canne, chiudendoli nella casa e successivamente nutrendosi di loro non avendo, a suo dire, altre alternative. La sua unica compagna è la mula Nina, che carica con un cestello di vimini contenente letame e con cui ha delle lunghe conversazioni. 
L'incontro con Nàzzaro, un vagabondo che si accontenta del minimo per tirare avanti, cambia la vita di Simone Lampo. Infatti, affascinato dalla bizzarra abitudine del vagabondo di guardare le stelle, Lampo gli domanda perché egli non abbia mai voluto essere suo amico. Una volta appurato che Nazzaro è disgustato dalla quantità di uccelli rinchiusi a casa sua, Lampo accetta di salvarsi l'anima e avviare un percorso di espiazione con l'aiuto del vagabondo, guadagnando, così, la fiducia di un nuovo amico. Il patto prevede che egli liberi tutti gli uccelli e dia "fuoco alla paglia", liberandosi, quindi, del grano del suo poderetto. 
Una volta fatti volar via gli uccelli dalle finestre, Lampo è felice, ma Nàzzaro gli ricorda la seconda espiazione: guardare la paglia che brucia. Lampo comprende che quel fuoco simboleggia la perdita di quei pochi averi che gli erano rimasti e, preso dall'ira e dall'avarizia che ancora lo contraddistinguono, accusa Nàzzaro di averlo mandato in rovina. Il vagabondo, che invece simboleggia la libertà d'animo, lo rassicura amichevolmente ricordandogli che, ora che ha trovato un amico, non deve più preoccuparsi di alcun tipo di ricchezza.  

## Analisi
La novella è la storia dell'espiazione di Simone Lampo che, guidato da Nàzzaro, oscura la sua componente avara e smaniosa per iniziare a vivere in una condizione armoniosa ed equilibrata. Infatti, all'inizio della novella il protagonista si trova in una situazione ambigua: in primo luogo, il rapporto con la natura è compromesso poiché egli, abituato a trovarsi in una posizione attiva nei suoi confronti, non riconosce più limiti nel suo sfruttamento. 
In secondo luogo, anche i rapporti umani sembrano compromessi: Lampo, abituato esclusivamente al dominio e al comando, non riesce più ad instaurare interazione amichevole se non con la sua asina. Per ricongiungersi con la natura e la società, la soluzione proposta da Nàzzaro richiede il disfacimento degli elementi cardine della sua vita precedente, come la famiglia, i rapporti economico-sociali basati sulla proprietà privata e lo sfruttamento degli animali. 
In questa novella è evidente che Pirandello dichiara il disfacimento dei rapporti sociali. Avendo un'attitudine letteraria nell'osservare la realtà circostante, Pirandello interpreta solitudine e dolore come conseguenza della logica sovrana del profitto e di uno sfruttamento totalizzante. Il racconto è una critica chiara e diretta alla società borghese e ai suoi fondamenti, ma prescinde da fini politici e mira ad elogiare valori come la semplicità, l'amore per la natura ed il rispetto per il prossimo come pilastri fondamentali di ogni tipo di organizzazione sociale. 

### Struttura narrativa
La novella è composta da parti indipendenti che si incastrano tra loro. Inizia con la descrizione del protagonista in sella alla propria asinella in procinto di tornare nel paese e nel descrivere questa situazione viene presentato il personaggio nelle sue abitudini, nel rapporto con le persone che lo circondano e nel suo modo di essere. Quindi, per rendere più vivo il racconto, Pirandello articola la novella su due piani temporali, ovvero quello in cui si racconta del rientro a casa e quello dei fatti antecedenti alla storia raccontata.

### Sistema dei personaggi
Le figure fondamentali in questa novella sono due: Simone Lampo, il protagonista, e Nàzzaro, rilevante personaggio secondario. Questi, prima di divenire amici alla fine della novella, in un primo momento si caratterizzano per una forte contrapposizione. 
Simone Lampo possiede un poderetto ed una casa in paese; conserva il fimo per ingrassare la terra e cattura gli uccellini, mangiandoli. Desidera ritornare ricco ed ha l'abitudine di comandare. Si sente sempre più solo ed esasperato spostandosi in sella all'asinella parlandole o rimuginando tristi pensieri. 
Nàzzaro, a differenza del protagonista, non possiede niente. Si accontenta della sua situazione economica e non cerca mai mezzi per guadagnare più del minimo. Vive in armonia con la natura ed instaura rapporti equilibrati con le persone; mantiene uno stato di calma e tranquillità ed è un vagabondo che conta sulle stelle come unica compagnia. 

### Linguaggio
L'autore preferisce focalizzarsi sull'efficacia comunicativa e sull'importanza del messaggio finale, quindi, lo stile non è effettivamente accostabile ad una scuola letteraria precisa. Ciò è evidente dal rifiuto di una lingua "regionale", esperimento già effettuato da Giovanni Verga e propugnato da Luigi Capuana. Infatti, a Pirandello pare poco adatto utilizzare un registro così circoscritto per un'ampia diffusione delle proprie idee; egli adotta, quindi, una lingua di livello medio che eviti, contemporaneamente, sia gli eccessi aulici e decorativi che quelli dialettali. 

### Livello linguistico
In questa novella viene creato un registro linguistico personale da Pirandello, ove coesistono espressioni più arcaiche ed altre classiche del linguaggio parlato.

## Cronistoria
- Il Marzocco, 15 gennaio 1905
- Inclusa ne La vita nuda, 1910
- Inclusa nel secondo volume delle Novelle per un anno. [6]

## Edizioni
- Luigi Pirandello, Novelle per un anno, Prefazione di Corrado Alvaro, Mondadori 1956-1987, 2 volumi. 0001690-7
- Luigi Pirandello, Novelle per un anno, a cura di Mario Costanzo, Prefazione di Giovanni Macchia, I Meridiani, 2 volumi, Arnoldo Mondadori, Milano 1987 EAN: 9788804211921
- Luigi Pirandello, Tutte le novelle, a cura di Lucio Lugnani, Classici Moderni BUR, Milano 2007, 3 volumi.
- Luigi Pirandello, Novelle per un anno, a cura di S. Campailla, Newton Compton, Grandi tascabili economici.I mammut, Roma 2011 Isbn 9788854136601
- Luigi Pirandello, Novelle per un anno, a cura di Pietro Gibellini, Giunti, Firenze 1994, voll. 3.